# Kwieciszowice
Kwieciszowice (niem. Blumendorf) – wieś w Polsce (sołectwo), położona w południowo-zachodniej części województwa dolnośląskiego, w powiecie lwóweckim, w gminie (miejsko-wiejskiej) Mirsk.

## Nazwa
Do 1945 roku wieś znajdowała się w granicach Niemiec i nosiła nazwę Blumendorf. Po zakończeniu II wojny światowej Blumendorf znalazło się w granicach Polski; tymczasowo używano wówczas nazwy Kwietniewo. Rozporządzeniem Ministra ds. Ziem Odzyskanych z dnia 12 listopada 1946 roku miejscowości nadana została nazwa Kwieciszowice.

## Podział administracyjny

### Gmina(Gromada)

Herb Gminy Mirsk

Od 28 czerwca 1946 roku Kwieciszowice należały do Gminy Przecznica. We wrześniu 1954 roku zniesiony został podział terytorialny kraju na gminy, które zostały zastąpione przez ustawodawcę gromadami (29 września 1954 r. Gmina Przecznica została zniesiona). Wówczas na mocy uchwały Wojewódzkiej Rady Narodowej we Wrocławiu nr 21/54 z dnia 2 października 1954 r. utworzono (jako jedną z 8759) Gromadę Kwieciszowice. W skład nowo powstałej jednostki weszły Kwieciszowice (jako siedziba gromadzkiej rady narodowej), Proszowa i Antoniów, a także Kłopotnica i Grudza (wydzielone ze zniesionej gminy Rębiszów). 31 grudnia 1959 r. z gromady Kwieciszowice wyłączono wieś Antoniów, włączając ją do gromady Stara Kamienica. 1 stycznia 1960 gromada została zniesiona, a jej pozostały obszar (wsie Kwieciszowice, Grudza, Kłopotnica i Proszowa) włączono do gromady Rębiszów. W ramach reformy administracyjnej z 1972 r. zniesiony został całkowicie podział państwa na gromady (zastąpione gminami) i od 1 stycznia 1973 roku Kwieciszowice jako wieś sołecka należą do Gminy Mirsk.

#### Sołectwo
Na mocy Uchwały nr XXXV/286/17 Rady Miejskiej Gminy Mirsk z dnia 12 października 2017 r. Kwieciszowice posiadają status sołectwa (stanowią samorządową jednostkę pomocniczą Gminy Mirsk). Organem uchwałodawczym Sołectwa Kwieciszowice jest zebranie wiejskie, a organem wykonawczym sołtys. Do zadań Sołtysa należy w szczególności zarządzanie codziennymi sprawami sołectwa oraz realizacja uchwał zebrania wiejskiego. Zgodnie ze statutem działalność sołtysa wspiera rada sołecka – organ pomocniczy o charakterze doradczo-opiniodawczym. Kadencja sołtysa i rady trwa 4 lata; wybór następuje w głosowaniu tajnym i bezpośrednim. Organami nadzoru nad działalnością organów sołectwa, sprawowanego na podstawie kryterium zgodności z prawem, są rada gminy i burmistrz.

### Powiat

Flaga powiatu lwóweckiego

Od 28 czerwca 1946 roku Kwieciszowice należały do powiatu lwóweckiego. W 1975 roku zniesiony został podział kraju na powiaty. Ustawodawca zdecydował się go przywrócić 1 stycznia 1999 roku, od kiedy to Kwieciszowice ponownie należą do powiatu lwóweckiego.

### Województwo

Flaga województwa dolnośląskiego

Od 1946 roku Kwieciszowice znajdowały się na obszarze województwa wrocławskiego. W związku z reformą administracyjną z 1975 r. od dnia 1 czerwca 1975 roku miejscowość wchodziła w skład województwa jeleniogórskiego. Od chwili wejścia w życie reformy administracyjnej z dnia 1 stycznia 1999 roku Kwieciszowice należą do województwa dolnośląskiego.

## Położenie
Kwieciszowice położone są w południowo-wschodniej części Gminy Mirsk (i zarazem przy wschodniej granicy powiatu lwóweckiego). Sąsiadują z miejscowościami: Proszowa, Antoniów (Jaroszyce), Mała Kamienica (Sosnka), Nowa Kamienica i Kłopotnica. Powierzchnia miejscowości w granicach administracyjnych: 311 ha (w tym 263 ha użytków rolnych i 16 ha lasów; według danych z 2006 roku powierzchnia wynosi 312 ha).
Kwieciszowice znajdują się ok. 435–480 m n.p.m. Miejscowość położona jest na granicy Pogórza Izerskiego i Gór Izerskich, na Przedgórzu Rębiszowskim, na granicy z Obniżeniem Starej Kamienicy, u podnóży Grzbietu Kamienickiego, na północno-wschodnich stokach Tłoczyny. Wieś rozciąga się w dolinie Jaroszyckiego Potoku spływającego z północnego zbocza Grzbietu Kamienickiego w Górach Izerskich.

### Komunikacja i transport

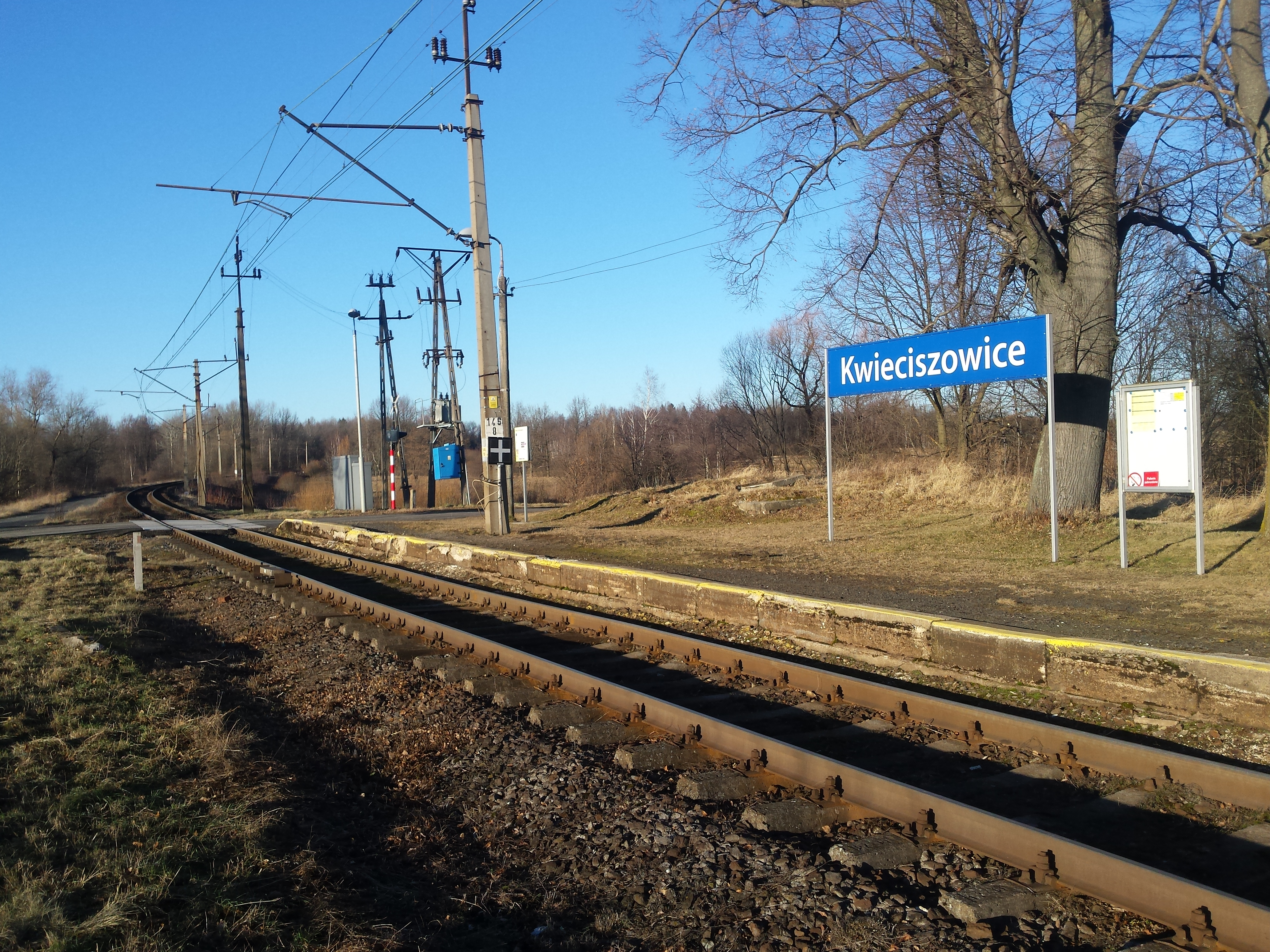
Przystanek kolejowy Kwieciszowice

W pobliżu Kwieciszowic przebiega linia kolejowa nr 274 (PKP, Koleje Dolnośląskie); wieś ma swój przystanek kolejowy.
W miejscowości usługi transportowe świadczy także PKS oraz prywatni przewoźnicy drogowi (popularna trasa Świeradów Zdrój – Jelenia Góra). Przez wieś przebiegają drogi powiatowe o nr 2513D, 2492D i 2503D.

## Warunki naturalne[7]

### Geologia
W całym paśmie Grzbietu Kamienieckiego występują rudy cyny. Są to głównie kasyteryty (tlenek cyny) zawierające 0,15–0,16% czystego metalu. Z surowców mineralnych występują tu skały metamorficzne takie jak: gnejsy, granitoidy i łupki łyszczykowe. Na terenie miejscowości można znaleźć również skalenie, leukogranity i granity rumburskie (zwane izerskimi). Północnym podnóżem Grzbietu Kamienickiego biegnie uskok tektoniczny czynny w młodszym trzeciorzędzie. Związane jest z tym występowanie bazaltów, głównie w formie dajek.
W bliskim sąsiedztwie wsi powstały kopalnie odkrywkowe eksploatujące bazalt. Występują tam gleby górnostokowe, o dużej zawartości szkieletu skalnego. Pomiędzy Kwieciszowicami a Proszową występuje perspektywiczne złoże surowca skaleniowego.
Okoliczne gleby klasy IIIB i IVA nie dają zbyt obfitych plonów.

### Klimat

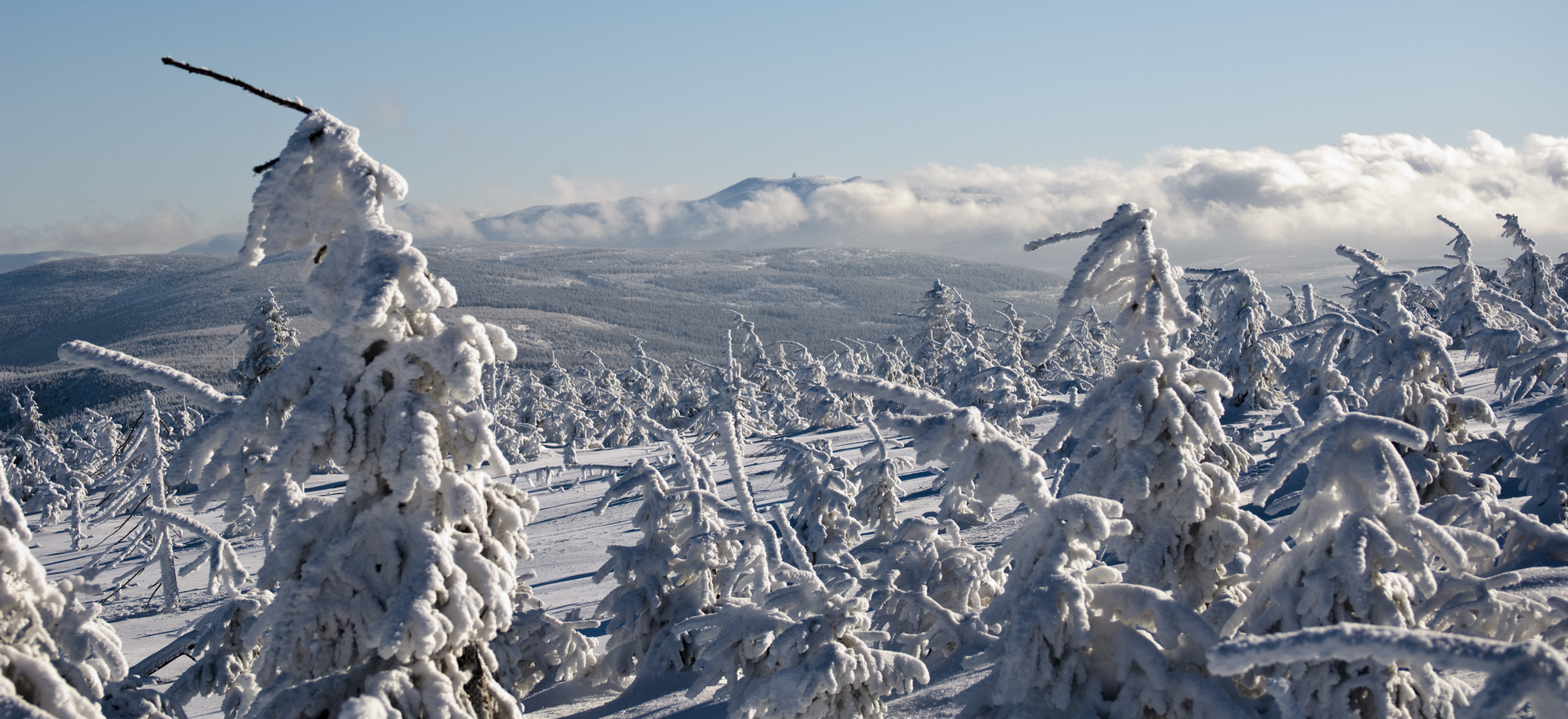
Góry Izerskie zimą

Stosunki klimatyczne, podobnie jak w całych Sudetach, kształtują się w zależności od globalnej radiacji i cyrkulacji atmosferycznej. Średnia temperatura roczna wynosi około 6,5-7,1 °C (okres wegetacyjny ze śr. temperaturą powyżej 5 °C wynosi ok. 200 dni i zaczyna się w połowie kwietnia). Lato termiczne ze średnią temperaturą powyżej 15 °C jest krótkie i trwa zaledwie 20–25 dni. Najcieplejszym miesiącem w roku jest lipiec, ze średnią temperaturą 16.9 °C, a najzimniejszym styczeń z temperaturami w okolicach -3.2 °C. Występują tu znaczne opady atmosferyczne – najwięcej opadów przypada na lipiec (średnio 128 mm), a najsuchszym miesiącem jest kwiecień z ok. 60 mm opadów.
Dominują wiatry południowo-zachodnie, z wyjątkiem okresu od maja do lipca, kiedy to wieją wiatry północne. W przebiegu rocznym dni pochmurnych jest 5-krotnie więcej niż słonecznych, często występują mgły i zamglenia.

### Fauna i flora

Panorama Pogórza Izerskiego

Część obszaru wsi porastają lasy (głównie iglaste) obfitujące w bujną roślinność. Występują tam także gatunki chronione jak np. orchidee (kukułka szerokolistna), konwalie, jodły karłowate.
Liczna i różnorodna jest także zwierzyna zamieszkująca okolicę, są to: jelenie, dziki, wiewiórki czarne, borsuki, jenoty, lisy, dzięcioły, bociany (czarne), bieliki, sarny, zające, ropuchy, żmije, padalce, salamandry plamiste, tchórzofretki, kuropatwy i cietrzewie.

#### Obszar Natura 2000

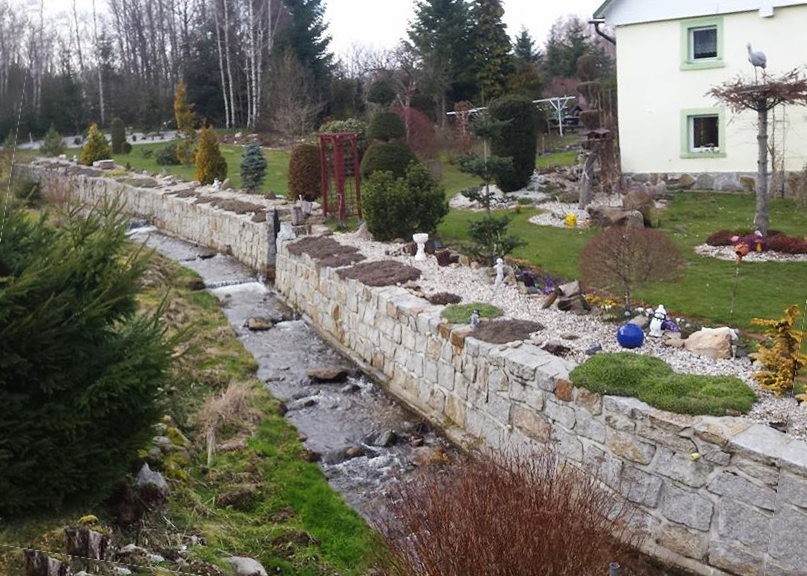
Widok na Jaroszycki Potok w Kwieciszowicach

Kwieciszowice położone są na obszarze Natura 2000 nr PLH020102 Łąki Gór i Pogórza Izerskiego. Jest to praktycznie jedyny w miarę zwarty obszar występowania atlantyckiego gatunku – wszewłogi górskiej (Meum athamanticum) oraz tworzonego przez nią zespołu roślinnego Meo-Festucetum, znanego w Polsce tylko z Sudetów Zachodnich. Najważniejszym komponentem krajobrazowym i funkcjonalnym obszaru są obszary półnaturalne: łąki oraz murawy.

#### Ochronabioróżnorodności

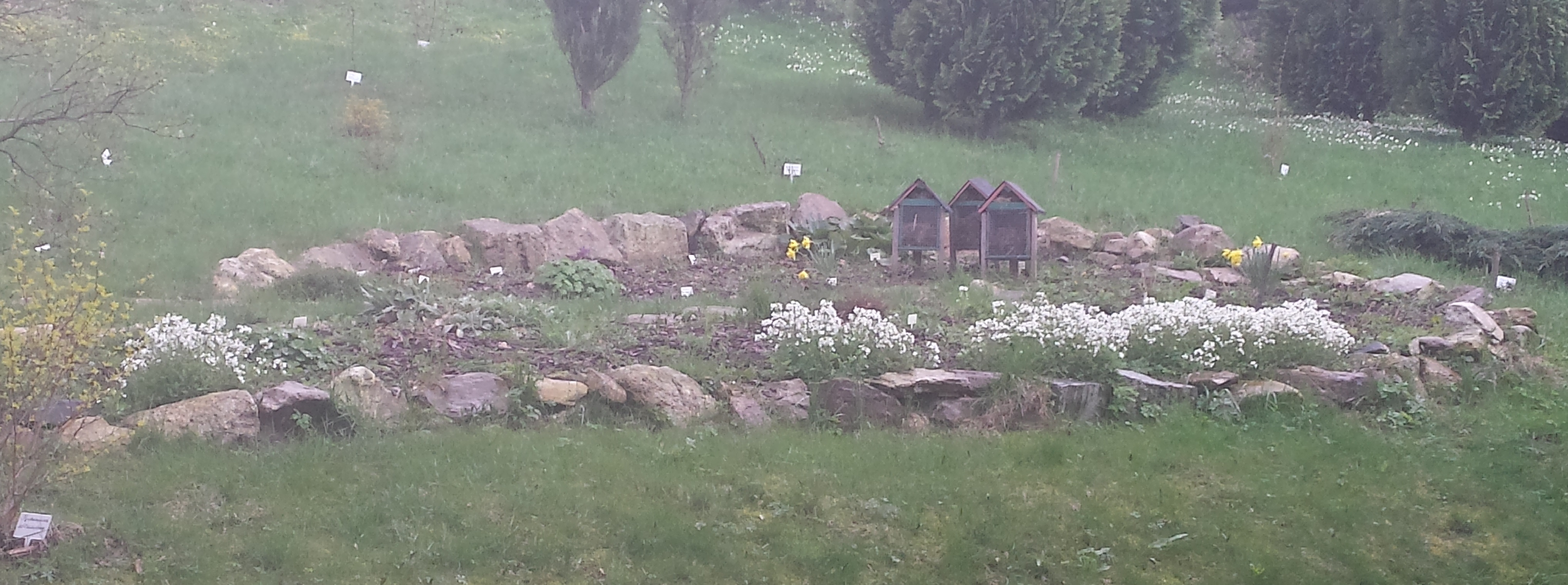
Byliny miododajne i domki dla dzikich zapylaczy – projekt „Kwieciszowice – Kwitnąca Wieś w Otoczeniu Natury 2000”.

W celu ochrony bioróżnorodności okolicy, mieszkańcy Kwieciszowic w 2016 roku zrealizowali projekt pn. „Kwieciszowice – Kwitnąca Wieś w Otoczeniu Natury 2000”. Funkcjonuje on w ramach ogólnokrajowego projektu „Oddolne inicjatywy dla zachowania bioróżnorodności i ochrony siedlisk owadów zapylających”, którego koordynatorem jest Fundacja Ekologiczna Zielona Akcja i został dofinansowany ze środków Narodowego Funduszu Ochrony Środowiska i Gospodarki Wodnej. Zagospodarowane zostały tereny zielone w dwóch lokalizacjach, a w ramach prac m.in. posadzono 132 drzewa i krzewy oraz 40 bylin miododajnych, a także zainstalowano domki dla dzikich zapylaczy i tablice informacyjne.

## Historia

### Historia do XVIII wieku

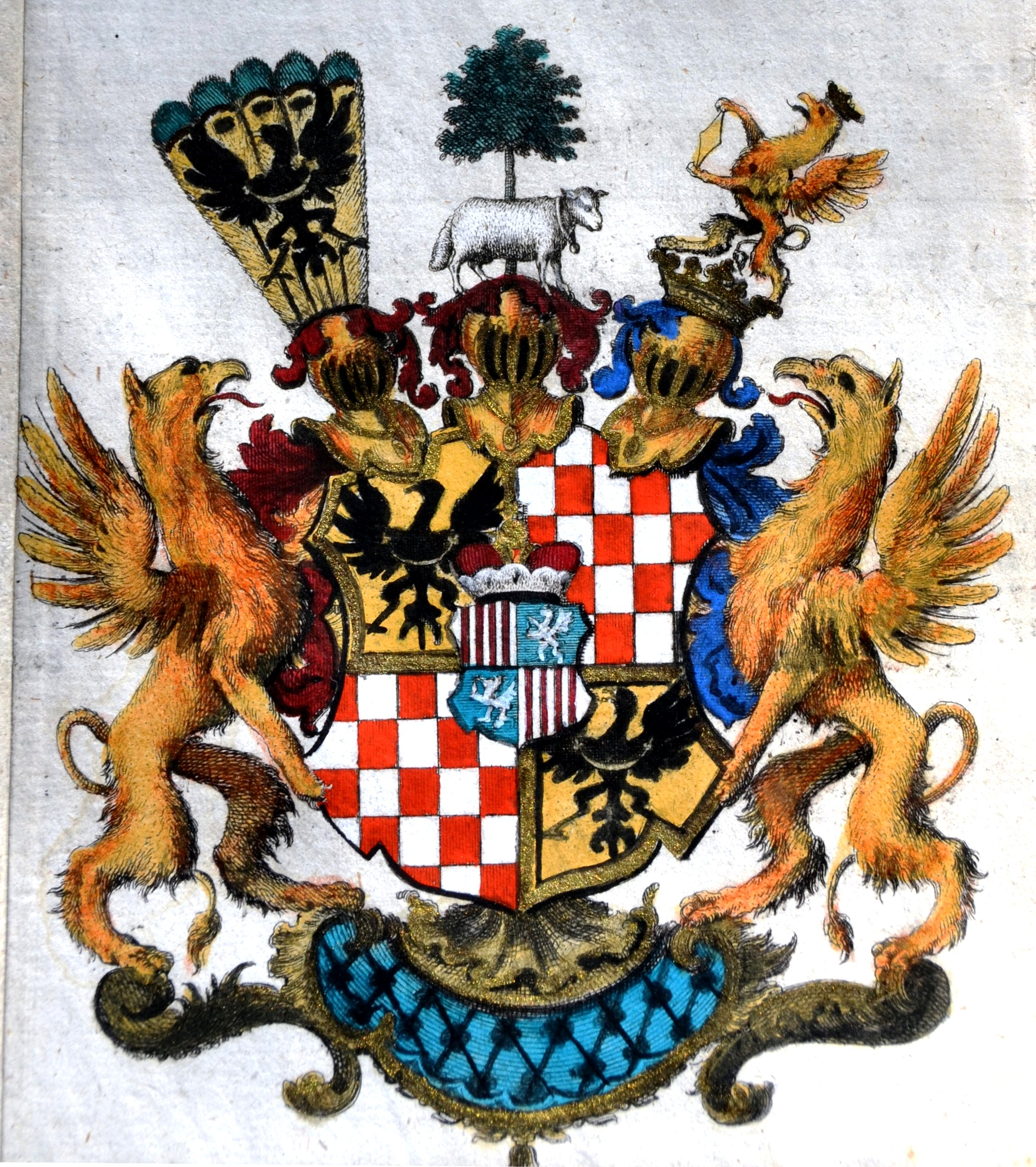
Herb rodu von Schaffgotsch

Ocenia się, że pierwsi osadnicy pojawili się na obszarze miejscowości w 2. połowie XII w. w związku z przebiegającym w tym miejscu traktem handlowym z Jeleniej Góry do Żytawy. Miejscowość wzmiankowana jest po raz pierwszy w 1305 roku. Pod koniec średniowiecza wraz z innymi okolicznymi miejscowościami była własnością rodu von Schaffgotschów. Mikroklimat w okolicy Kwieciszowic pozwalał na uprawę winnej latorośli; uprawy te zanikły w czasach wojny trzydziestoletniej (1. połowa XVII w.).

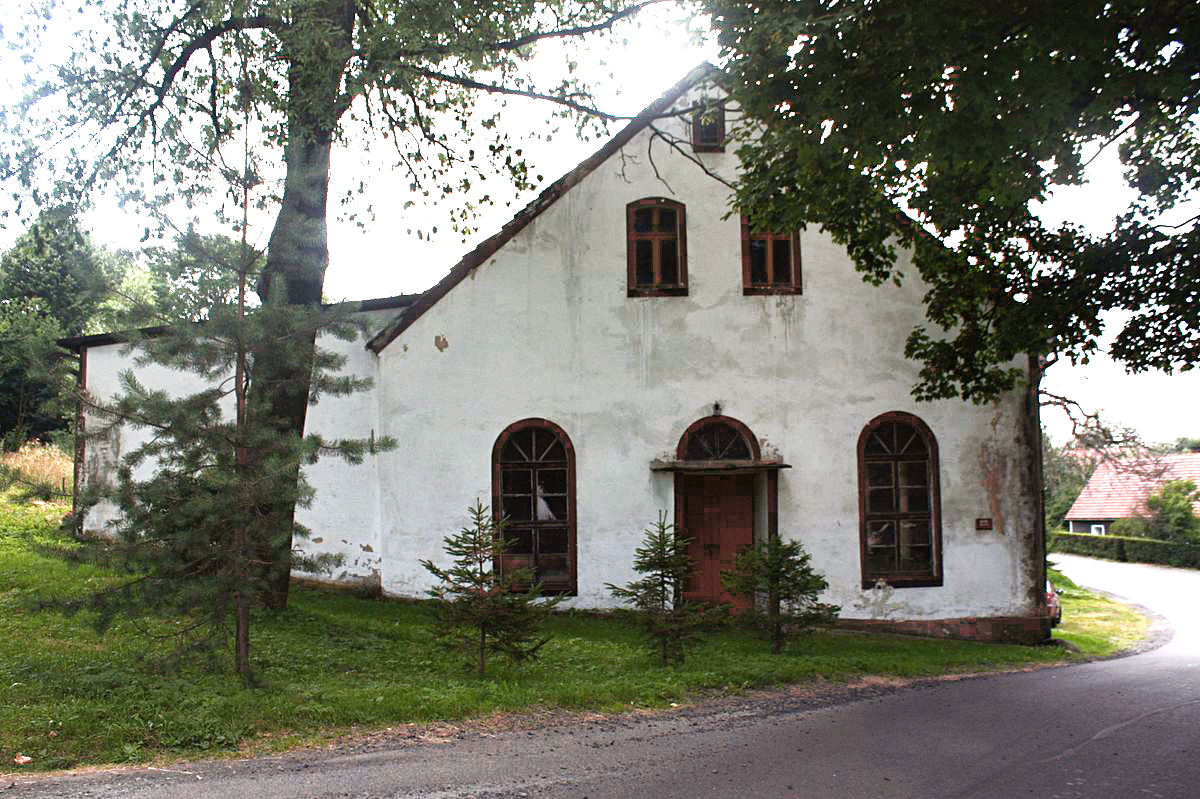
Budynek dawnej karczmy (sądowej) – widok współczesny.

Od XVII w. w Kwieciszowicach istniała karczma, której budynek zachował się do czasów współczesnych. Interesujący jest fakt, że obiekt ten pełnił również funkcję karczmy sądowej, w której lokalne władze rozstrzygały pomniejsze spory, a także sądziły osoby podejrzane o popełnienie lżejszych przestępstw.
Około roku 1700 założona została pomiędzy Kwieciszowicami a Sosnką kolonia Kamienne (niem. Steinhäuser), gdzie do dziś stoi budynek dawnej gospody Stein-Kretscham. W 1743 roku otwarta została w Kwieciszowicach pierwsza szkoła (w domu Cristopha Bergmana – dzięki niemu i jego synom okolica posiada własną kronikę).
Od XVIII w. do wsi należały przysiółki: Jaroszyce (obecnie część Antoniowa) i Kamienne (obecnie część Kwieciszowic).

### Wiek XIX i XX

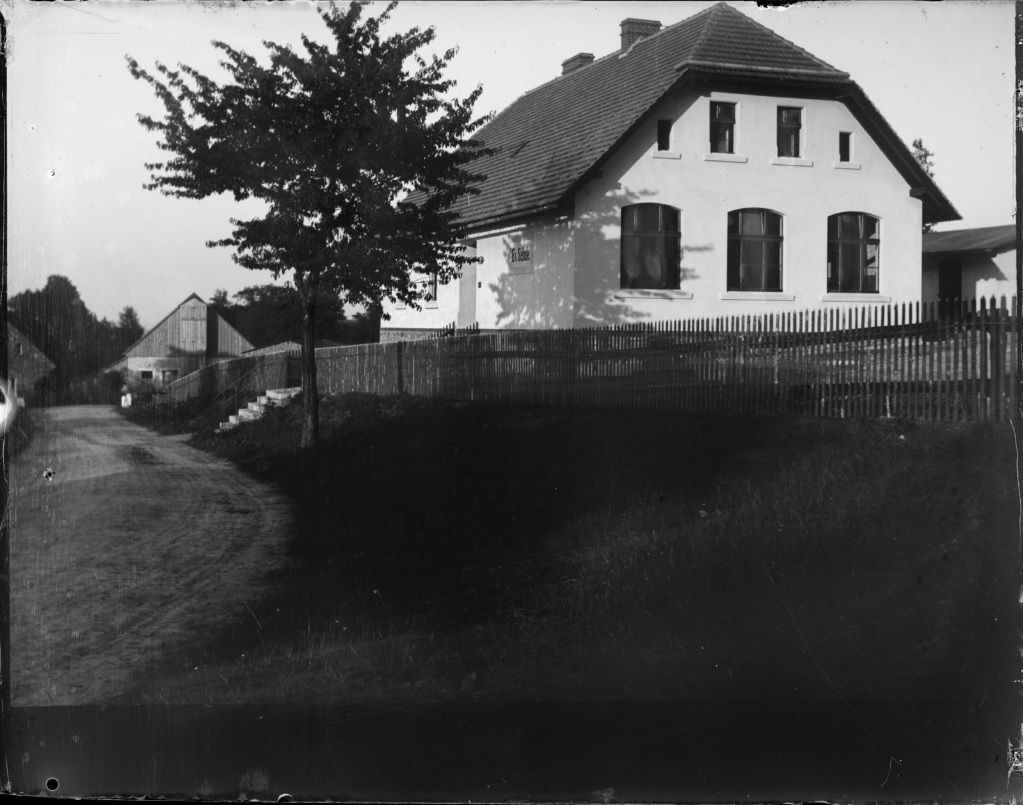
Szkoła ewangelicka w Blumendrof (1914 r.)

W 1. poł, XIX w. w Kwieciszowicach rozwinął się drobny przemysł. Na terenie wsi funkcjonował tartak i dwa młyny wodne (w tym młyn zbożowy i młyn do mielenia kory dębowej na potrzeby papierni), ponadto istniały: piekarnia, kuźnia, rzeźnia i garbarnia. W 1825 r. zabudowania liczyły około 105 domów, a 295 mieszkańców trudniło się głównie produkcją przędzy.
W 1864 roku w pobliżu Kwieciszowic przeprowadzono linię kolejową (otwarcie przystanku Kwieciszowice miało miejsce 20.09.1865 r.) łączącą wieś z Jelenią Górą (i dalej – z Wrocławiem) oraz Lubaniem (i dalej – Zgorzelcem i Berlinem). Około 1895 roku założono w miejscowości ochotniczą straż pożarną i wybudowano remizę (obecnie funkcjonuje tam jednostka OSP Kwieciszowice). W okresie międzywojennym przed budynkiem szkoły znajdował się pamiątkowy postument upamiętniający mieszkańców Blumendorf poległych podczas I wojny światowej.
W latach 30. XX w. miejscowości nadano miano kurortu o świeżym powietrzu, do którego zjeżdżali kuracjusze m.in. z Berlina, Drezna i Lipska. Powstał również klub rowerowy Wanderlust Blumendorf - latem organizowano zawody, zimą natomiast członkowie klubu grali w teatrze w sali Meisnera. Klub został rozwiązany w 1936 r.
Od 1945 roku (postanowienie o wcieleniu Śląska do RP miało miejsce podczas konferencji jałtańskiej) Kwieciszowice wchodzą w skład terytorium Rzeczypospolitej Polskiej (w latach 1945–1989: PRL). Większość obecnych mieszkańców to przesiedleńcy (i ich potomkowie) przybyli po II wojnie światowej ze wschodnich terenów II RP (ich przybycie wynikało z ustaleń traktatów pokojowych kończących II WŚ i wiązało się z koniecznością przesiedlenia ludności niemieckiej na tereny NRD).
W 1978 r. w Kwieciszowicach były 43 gospodarstwa rolne.

### Demografia
Według danych pochodzących z Narodowego Spisu Powszechnego Ludności i Mieszkań z 2011 r. Kwieciszowice zamieszkiwało 134 mieszkańców, z czego 56% stanowiły kobiety, a 44% mężczyźni. W latach 1998–2011 liczba mieszkańców zmalała o 27,2%. W wieku produkcyjnym jest 64,9% ogółu mieszkańców, w wieku przedprodukcyjnym – 17,9%, a 17,2% mieszkańców jest w wieku poprodukcyjnym. Na 100 osób w wieku produkcyjnym przypadają 54 osoby w wieku nieprodukcyjnym. Według danych archiwalnych pochodzących z Narodowego Spisu Powszechnego Ludności i Mieszkań w 2002 roku we wsi Kwieciszowice było 46 gospodarstw domowych. Wśród nich dominowały gospodarstwa zamieszkałe przez dwie osoby – takich gospodarstw było 13.

### Postacie związane z miejscowością
W Kwieciszowicach urodził się Jorg Schulz – Wiceminister Nauki w Królestwie Prus.
W pierwszej dekadzie XXI w. w Kwieciszowicach mieszkali i tworzyli artyści: Agnieszka Topolnicka-Mielęcka (rzeźbiarstwo) i Mariusz Mielęcki (malarstwo i rzeźbiarstwo).

## Kultura

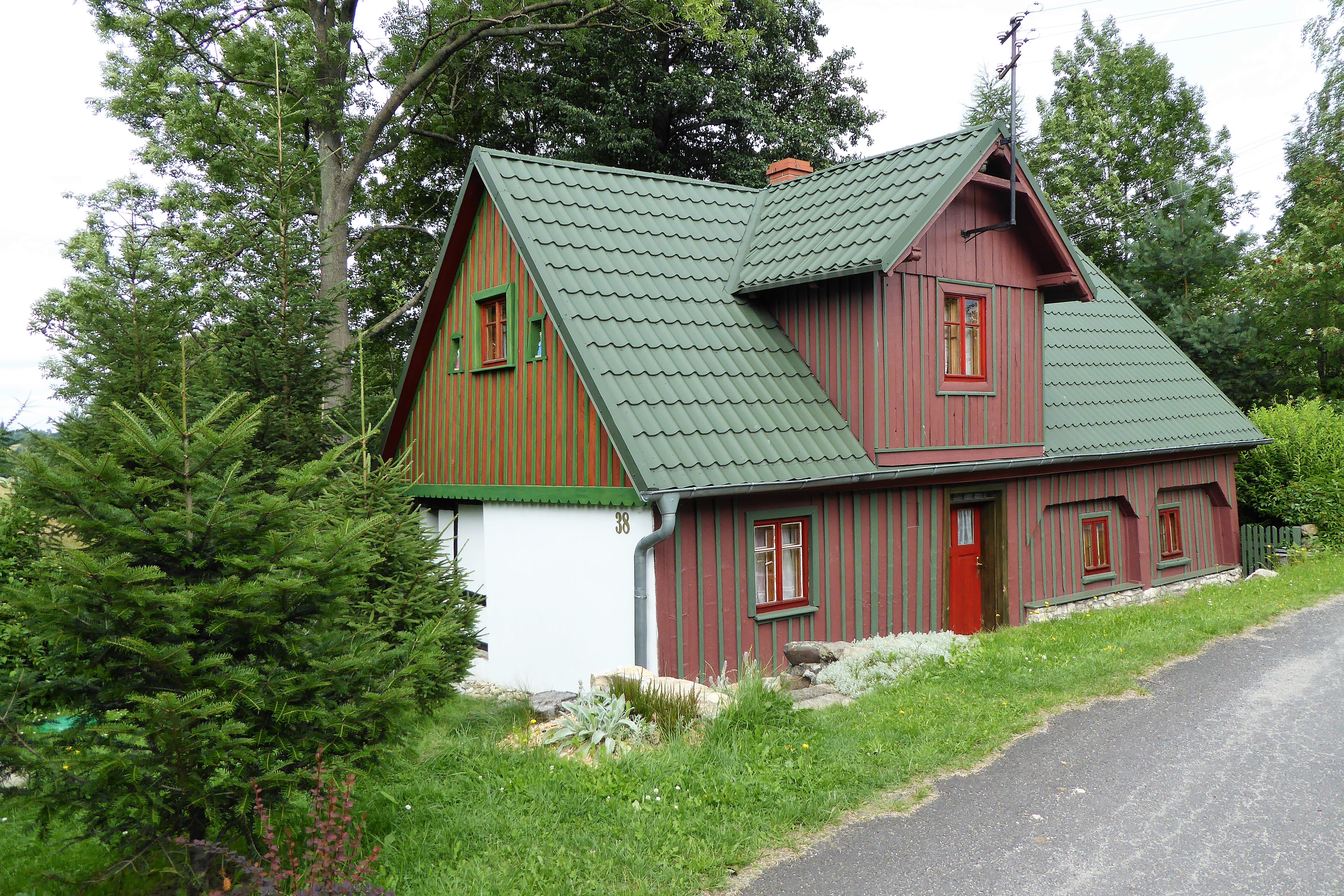
Zabytkowy dom w Kwieciszowicach

### Uwarunkowania turystyczne
Kwieciszowice leżą na trasie pomiędzy Jelenią Górą a Mirskiem, ok. 20 km od granicy z Republiką Czeską. Miejscowość posiada znaczny potencjał turystyczny z uwagi na położone w okolicy kurorty wypoczynkowo-turystyczne takie jak np. Karpacz, Szklarska Poręba, Świeradów Zdrój i Cieplice Zdrój. Ponadto bliskość granicy polsko-czeskiej i polsko-niemieckiej sprzyja rozwojowi turystyki transgranicznej.
Wieś ma zwartą zabudowę wielodrożnicową i od wielu lat niemal niezmienioną. Zachowały się w niej zabytkowe XVIII i XIX-wieczne domostwa (ok. 40) stanowiące swoistą atrakcję. Przez wieś przebiega szlak turystyczny i ścieżki rowerowe, w tym trasa nr 31 pn. Duża pętla Starej Kamienicy, co sprzyja rozwojowi turystyki rowerowej. Ponadto rozwija się lokalna działalność agroturystyczna wykorzystująca w szczególności zabytkową niemiecką zabudowę.

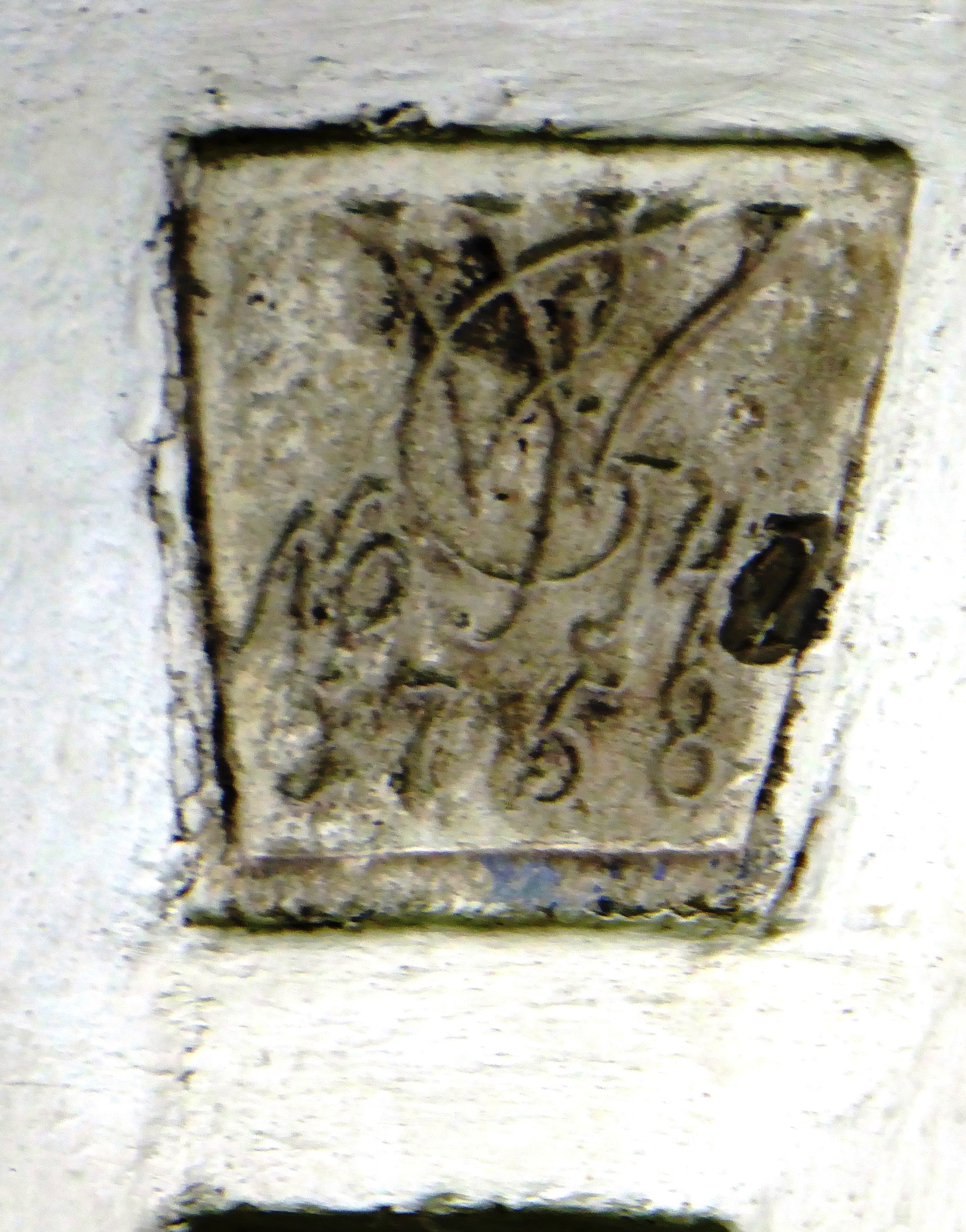
Kamień węgielny drewniano-szachulcowego domu nr 42 z 1758 roku [nr rej. 1523

]

#### Zabytki
Do wojewódzkiego rejestru zabytków wpisane są:
- dom nr 8 [nr rej. 515/J, data wpisu 02.01.1977r.[19]] (z XVIII w.)

- drewniano-szachulcowy dom nr 42 [nr rej. 1523, data wpisu 31.01.1966r.[19]] (z 1758 r.(!)[18], przebudowany na pocz. XX w.[43])

Inne zabytki to m.in. XIX-wieczne drewniane i murowane domy szachulcowe i przysłupowe oraz stare kamienne studnie (z cembrowinami) i mostki. Ponadto zachowały się pozostałości dawnej kuźni, masarni i stolarni.

### Kultura lokalna
Z inicjatywy mieszkańców w Kwieciszowicach działa zespół folklorystyczny Chabry oraz koło gospodyń wiejskich. Lokalnie obchodzonych jest wiele różnorodnych świąt i uroczystości, spośród których wymienić można: Andrzejki, dożynki, Dzień Kobiet, Dzień Dziecka, Kolędników, Mikołajki, spotkania noworoczne, spotkania opłatkowe, święto kwiatów, święto rodziny.
W Kwieciszowicach działa również jednostka ochotniczej straży pożarnej, której tradycje sięgają 1846 r., kiedy wraz z mieszkańcami Kuntzendorf zakupiono pierwszy wóz strażacki. W 1895 roku wzniesiono remizę i sformowano jednostkę ochotniczej straży pożarnej (niem. Freiwillige Feuerwehr Blumendorf). Od zakończenia II wojny światowej formacja funkcjonuje w ramach Związku Ochotniczych Straży Pożarnych. W związku z utworzeniem w 2001 r. Krajowego Rejestru Sądowego miejscowa OSP została w nim zarejestrowana 28 grudnia 2001 r. jako stowarzyszenie OPP. Jednostka nie jest włączona do Krajowego Systemu Ratowniczo-Gaśniczego.

### Obiekty publiczne
Do budynków użyteczności publicznej należą:
- Świetlica Sołectwa Kwieciszowice[23][52][53]
- Remiza Ochotniczej Straży Pożarnej w Kwieciszowicach[23][54].

#### Obiekty religijne

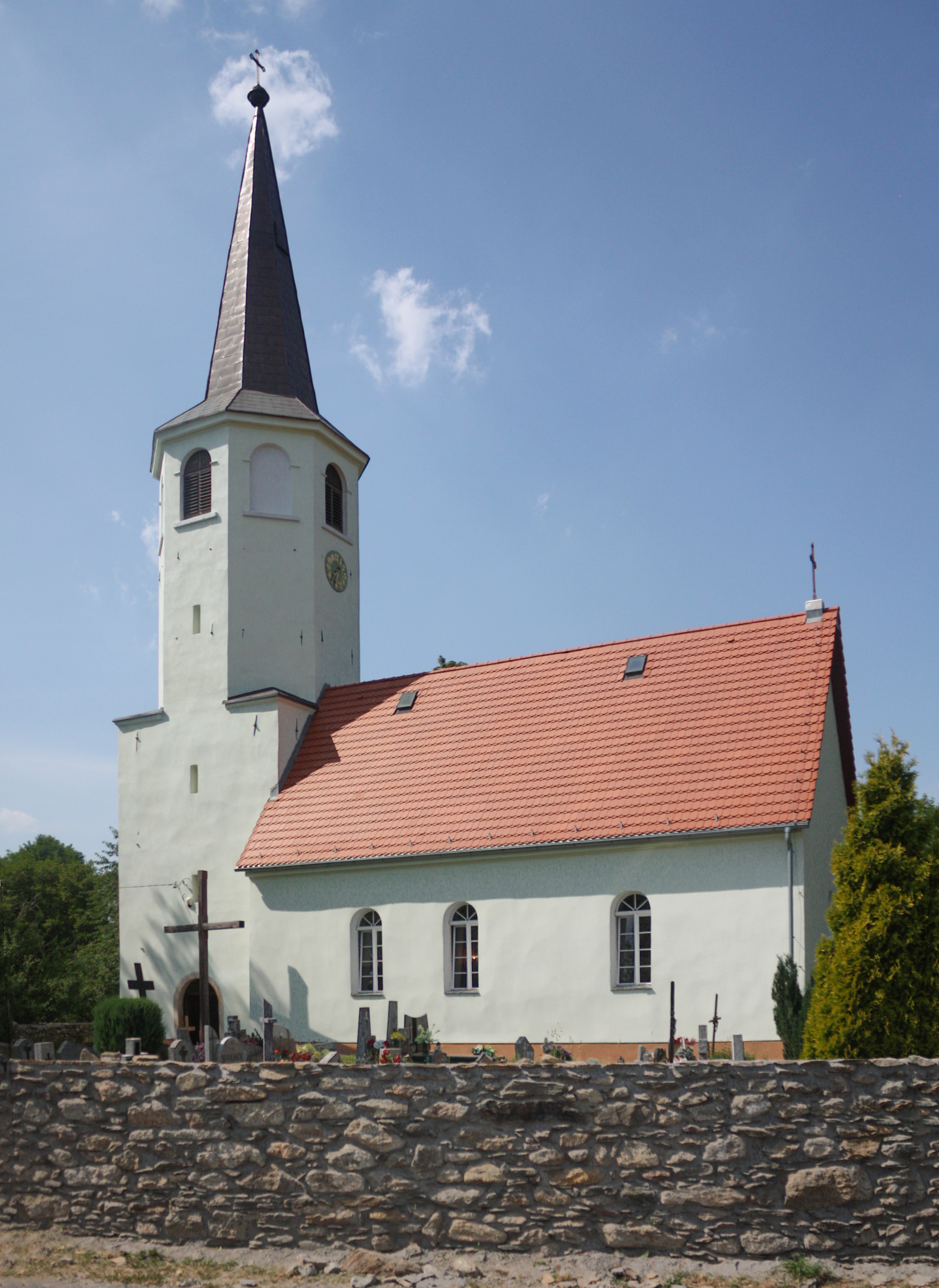
Kościół pw. Narodzenia św. Jana Chrzciciela w Proszowej, najbliżej Kwieciszowic położona świątynia

Na terenie sołectwa nie ma żadnej świątyni, najbliższy kościół znajduje się w sąsiedniej wiosce Proszowa (Kościół Narodzenia św. Jana Chrzciciela). Kwieciszowice należą do parafii Imienia Najświętszej Maryi Panny w Grudzy. W miejscowości znajdują się dwa przydrożne krzyże.

### Gospodarka
Miejscowa ludność ma możliwość zaopatrywania się w jednym sklepie ogólnospożywczym, pozostałe usługi (w tym także dostęp do edukacji, opieki zdrowotnej) dostępne są w pobliskiej wsi Rębiszów lub najbliższym mieście Mirsk. W wiosce nie funkcjonuje żaden ośrodek przemysłowy (choć podejmowane były próby otworzenia kopalni skalenia). Mieszkańcy w ramach Planu odnowy miejscowości z 2007 r. dążą do rozwoju wsi jako ośrodka agroturystyczno-wypoczynkowego.

#### Rolnictwo
Na terenie miejscowości zlokalizowane są niewielkie gospodarstwa rolne (uprawa m.in. zbóż i ziemniaków), jednakże okoliczne gleby klasy IIIB i IVA nie dają obfitych plonów, dlatego część mieszkańców rezygnuje z uprawy roli. Część gospodarstw prowadzi działalność w zakresie pszczelarstwa.

#### Stowarzyszenia lokalne

##### Euro-Partner
Lokalnie działa stowarzyszenie "Euro-Partner", które zgodnie ze swoim statutem działa na rzecz:
- wspierania aktywności gospodarczej;
- promocji praktyk i metod produkcji rolniczej związanych z ochroną krajobrazu i ograniczenia zagrożeń dla środowiska;
- zwiększania atrakcyjności obszaru dla inwestorów lokalnych i zewnętrznych;
- rozwoju, modernizacji i budowy bazy materialnej dla turystyki, hotelarstwa, gastronomii, rekreacji i sportu;
- rozwoju działalności w zakresie kultury i sztuki oraz twórczości ludowej i artystycznej z zachowaniem dziedzictwa i dorobku kulturowego regionu i jego historycznych tradycji.